# Alpinia chrysorachis
Alpinia chrysorachis är en enhjärtbladig växtart som beskrevs av Karl Moritz Schumann. Alpinia chrysorachis ingår i släktet Alpinia och familjen Zingiberaceae.
Artens utbredningsområde är Sulawesi. Inga underarter finns listade i Catalogue of Life.